# Legnickie Pole (gmina)
Legnickie Pole – gmina wiejska w województwie dolnośląskim, w powiecie legnickim. W latach 1975–1998 gmina położona była w województwie legnickim.
Siedziba gminy to Legnickie Pole.
Według danych z 30 grudnia 2011 gminę zamieszkiwały 5172 osoby. Natomiast według danych z 30 czerwca 2020 roku gminę zamieszkiwało 5191 osób.

## Struktura powierzchni
Według danych z roku 2002 gmina Legnickie Pole ma obszar 85,37 km², w tym:
- użytki rolne: 86%
- użytki leśne: 2%

Gmina stanowi 11,47% powierzchni powiatu.

## Demografia
Dane z 31 grudnia 2018:
| Opis                              | Ogółem | Ogółem | Kobiety | Kobiety | Mężczyźni | Mężczyźni |
| --------------------------------- | ------ | ------ | ------- | ------- | --------- | --------- |
| jednostka                         | osób   | %      | osób    | %       | osób      | %         |
| populacja                         | 5241   | 100    | 2745    | 52,4    | 2496      | 47,6      |
| gęstość zaludnienia (mieszk./km²) | 62     | 62     | 32      | 32      | 30        | 30        |

- Piramida wieku mieszkańców gminy Legnickie Pole w 2017 roku[7].

## Przyroda
Najcenniejszym przyrodniczo obszarem gminy Legnickie Pole jest rezerwat Jezioro Koskowickie.
Na terenie gminy znajduje się 6 zespołów przyrodniczo-krajobrazowych:
- Dębowa Dolina Kojszówki
- Dolina Uszewnicy
- Łąki Książęce
- Mokradła Gniewomierskie
- Wysoczyzna Taczalińska
- Złoty Las (Księstwo Legnickie).

Ochroną w formie pomników przyrody objęte są 63 drzewa (w tym w parku w Legnickim Polu, wpisanym do rejestru zabytków) oraz aleja lipowa w Legnickim Polu (94 drzewa).

## Transport

### Transport drogowy
Przez Gminę przebiega jedna z głównych autostrad łącząca zachodnią granicę państwa ze wschodnią granicą.
- A4 Jędrzychowice - Korczowa

Przez Gminę przebiega także droga wojewódzka.
- 320  Legnica Wschód A4 - Bolków 3

### Transport kolejowy
Przez teren gminy przebiega linia kolejowa 137 Katowice – Legnica

### Publiczny transport zbiorowy
Za organizację transportu miejskiego w Legnickim Polu odpowiedzialny jest Urząd Miasta Legnica zaś operatorem jest firma MPK Legnica.

## Samorząd

### Wójt[8]
Rafał Plezia

### Rada Gminy

#### Rada Gminy 2024-2029[9]
Okręg nr 1 – Gniewomierz z przysiółkiem Psary: GAWRON Jadwiga
Okręg nr 2 – Legnickie Pole: SWACHA Jacek
Okręg nr 3 – Legnickie Pole: MIERZWIŃSKA Iwona
Okręg nr 4 – Legnickie Pole: SUŁKOWSKI Marek
Okręg nr 5 – Legnickie Pole: KAŚCZYSZYN Seweryn
Okręg nr 6 – Biskupice, Czarnków, Koiszków, Lubień, Mąkolice, Starachowice: DOMARADZKA Anna
Okręg nr 7 – Raczkowa: FASSA Wojciech
Okręg nr 8 – Kłębanowice, Księginice: NIEMIEC Marcin
Okręg nr 9 – Taczalin: NIEDBAŁA Iwona
Okręg nr 10 – Bartoszów: TOŁŁOCZKO Danuta
Okręg nr 11 – Koskowice: CHŁOPICKI Marek
Okręg nr 12 – Koskowice: SKOBELSKA Agnieszka
Okręg nr 13 – Nowa Wieś Legnicka: LELITO Krzysztof
Okręg nr 14 – Nowa Wieś Legnicka: MISIAK Danuta
Okręg nr 15 – Mikołajowice, Ogonowice: FRĄCZEK Krzysztof

### Urząd[10][11]
| Przewodniczący Rady Gminy | Krzysztof Lelito   |
| I Wiceprzewodniczący      | Seweryn Kaśczyszyn |
| II Wiceprzewodnicząca     | Jadwiga Gawron     |
| Wójt Gminy                | Rafał Plezia       |
| Zastępca Wójta            | Małgorzata Kubik   |
| Sekretarz Gminy           | Mariola Kądziela   |
| Skarbnik Gminy            | Aleksander Ciempka |

## Sołectwa[12]
| Miejscowość        | Sołtys              |
| ------------------ | ------------------- |
| Bartoszów          | Grzegorz Pieńkowski |
| Biskupice          | Sebastian Mazur     |
| Czarnków           | Iwona Huszczo       |
| Gniewomierz, Psary | Jadwiga Gawron      |
| Koiszków           | Jadwiga Podkalicka  |
| Kłębanowice        | Władysław Łojko     |
| Koskowice          | Agnieszka Skobelska |
| Księginice         | Marcin Tylak        |
| Legnickie Pole     | Aleksandra Jończyk  |
| Lubień             | Patrycja Kucza      |
| Mąkolice           | Robert Morawski     |
| Mikołajowice       | Olga Grzejdak       |
| Nowa Wieś Legnicka | Albert Korotkiewicz |
| Ogonowice          | Agnieszka Szućko    |
| Raczkowa           | Sylwia Lelito       |
| Strachowice        | Anna Młynarczyk     |
| Taczalin           | Iwona Niedbała      |

## Sąsiednie gminy
Krotoszyce, Kunice, Legnica, Męcinka, Mściwojów, Ruja, Wądroże Wielkie